# Bivels
Bivels (Luxemburgs: Biwels) is een plaats in de gemeente Putscheid en het kanton Vianden in Luxemburg.

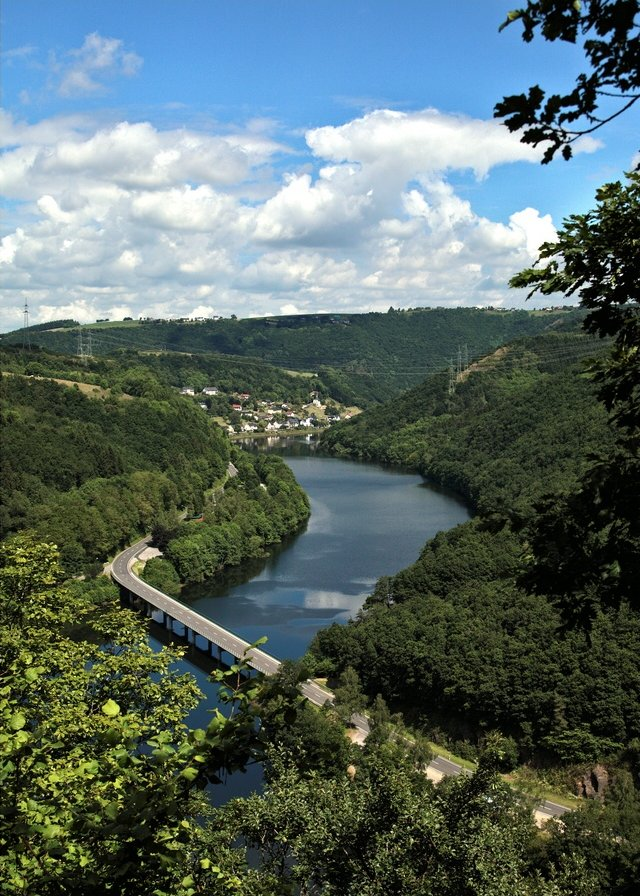
Bivels en het stuwmeer in de Our

Bivels telt 74 inwoners (2001).

## Natuur en landschap
Bivels ligt in een meander van de Our, die tevens een stuwmeer vormt, dat hier 150 meter breed is.

## Geschiedenis
Bivels werd voor het eerst schriftelijk vermeld in 1332, als Biweiltz. Tot aan de Franse tijd (1797) behoorde Bivels toe aan de Graaf van Falkenstein, die aan de overzijde van de Our een burcht bezat. In 1816 werd de burcht Pruisisch en werd Bivels onderdeel van de gemeente Stolzembourg. In 1826 kwam het aan de gemeente Putscheid.
Het zeer afgelegen Bivels, eens als armste dorp van Luxemburg beschouwd, kon tot 1867 slechts langs moeizame paden bereikt worden. In 1876 werd Bivels getroffen door een orkaan waarbij de onder meer de watermolen verwoest werd. Later verdween de molen in het stuwmeer.
Merkwaardig is dat Bivels tot 1962 zijn drinkwater uit Duitsland kreeg, dat via een sifon onder de Our werd doorgeleid. Tussen 1954 en 1964 werd bij Vianden een stuwdam aangelegd en ontstond het stuwmeer ten behoeve van de pompcentrale van Vianden, waartoe een deel van het dorp moest worden afgebroken. Onder meer de watermolen en de Heilig Hartkerk vielen aan het stuwmeer ten offer.

## Bezienswaardigheden
- Heilig Hartkerk

## Economie
Bivels heeft een camping.

## Nabijgelegen kernen
Stolzembourg, Vianden
Bivels · Gralingen · Merscheid · Nachtmanderscheid · Putscheid · Stolzembourg · Weiler

Luxemburgse gemeenten · Kanton Vianden · Luxemburg